# Wereldkampioenschappen schaatsen sprint
De wereldkampioenschappen schaatsen sprint voor mannen en vrouwen zijn gezamenlijk een jaarlijks terugkerend schaatstoernooi. Op het toernooi wordt door zowel de mannen als vrouwen twee keer de vijfhonderd meter en twee keer de duizend meter verreden, een zogeheten sprintvierkamp. Op basis van de gereden tijden wordt er een klassement opgesteld en zowel bij de vrouwen als mannen een wereldkampioen aangewezen.
Plaatsing voor de wereldkampioenschappen sprint geschiedt gewoonlijk op basis van de uitslag van de nationale kampioenschappen sprint.

## Statistieken
Betreft de som van de door de mannen en de vrouwen behaalde medailles per land.
Bijgewerkt tot en met de WK sprint van 2022

### Medailleklassement
| Plaats | Land                           | Goud | Zilver | Brons | Totaal |
| 1      | Verenigde Staten               | 21   | 23     | 17    | 61     |
| 2      | Nederland                      | 11   | 13     | 23    | 47     |
| 3      | Sovjet-Unie                    | 11   | 10     | 8     | 29     |
| 4      | Canada                         | 10   | 13     | 7     | 30     |
| 5      | Duitse Democratische Republiek | 10   | 8      | 3     | 21     |
| 6      | Duitsland                      | 8    | 6      | 6     | 20     |
| 7      | Zuid-Korea                     | 7    | 3      | 4     | 14     |
| 8      | Japan                          | 6    | 12     | 13    | 31     |
| 9      | Rusland                        | 6    | 3      | 4     | 13     |
| 10     | China                          | 5    | 5      | 3     | 13     |
| 11     | Noorwegen                      | 3    | 4      | 5     | 12     |
| 12     | West-Duitsland                 | 2    | 0      | 3     | 5      |
| 13     | Finland                        | 1    | 2      | 0     | 3      |
| 14     | Wit-Rusland                    | 1    | 1      | 1     | 3      |
| 14     | Zweden                         | 1    | 1      | 1     | 3      |
| 16     | GOS                            | 1    | 0      | 0     | 1      |
| 17     | Polen                          | 0    | 0      | 2     | 2      |
| 18     | Australië                      | 0    | 0      | 1     | 1      |
| 18     | Italië                         | 0    | 0      | 1     | 1      |
| 18     | Tsjechië                       | 0    | 0      | 1     | 1      |
| 18     | Oostenrijk                     | 0    | 0      | 1     | 1      |
| Totaal | Totaal                         | 104  | 104    | 104   | 312    |

### Organiserende landen
| Land             | Aantal | Jaren                                                |
| ---------------- | ------ | ---------------------------------------------------- |
| Nederland        | 9      | 1977, 1982, 1985, 1989, 1996, 2006, 2008, 2011, 2019 |
| Noorwegen        | 9      | 1973, 1984, 1990, 1992, 1997, 2002, 2007, 2020, 2022 |
| Verenigde Staten | 7      | 1970, 1978, 1980, 1988, 1995, 2005, 2013             |
| Duitsland        | 6      | 1971, 1976, 1979, 1991, 1998, 2001                   |
| Canada           | 6      | 1987, 1994, 1999, 2003, 2012, 2017                   |
| Japan            | 5      | 1986, 1993, 2004, 2010, 2014                         |
| Zweden           | 2      | 1972, 1975                                           |
| Zuid-Korea       | 2      | 2000, 2016                                           |
| Oostenrijk       | 1      | 1974                                                 |
| Frankrijk        | 1      | 1981                                                 |
| Finland          | 1      | 1983                                                 |
| Rusland          | 1      | 2009                                                 |
| Kazachstan       | 1      | 2015                                                 |
| China            | 1      | 2018                                                 |

Alpineskiën ·
Biatlon ·
Bobsleeën ·
Curling (mannen/vrouwen/gemengd/gemengddubbel) ·
Freestyleskiën ·
IJshockey ·
Kunstschaatsen ·
Langlaufen ·
Noordse combinatie ·
Rodelen ·
Schaatsen (allround mannen/allround vrouwen/sprint mannen/sprint vrouwen/afstanden mannen/afstanden vrouwen) ·
Schansspringen ·
Shorttrack ·
Skeleton ·
Snowboarden